# Skandalhuset, Uppsala
Skandalhuset är benämningen på en byggnad i centrala Uppsala. Den blev från 1900-talets sista decennier successivt säte för Uppsala universitets växande lednings- och förvaltningskansli. Skandalhuset angränsar till Universitetshuset, som ligger på andra sidan gatan. Universitetsförvaltningen lämnade byggnaden sommaren 2017 (för Segerstedthuset), varefter den började återskapas till bostadshus.
Skandalhuset uppfördes i jugendstil mellan 1906 och 1910 av grosshandlaren Axel Beskow efter ritningar av arkitekterna Victor Dorph och Anders Höög. Det fick sitt namn av samtiden då det ansågs vara en skandal att byggnaden var högre än det intilliggande monumentala universitetshuset. Harmonin i omgivningarna ansågs därmed störas.  Detta förhållande blev föremål för debatt både i lokaltidningarna och i Uppsala stadsfullmäktige. Byggnaden fungerade länge som bostadshus och 1915 uppfördes även det intilliggande gårdshuset.
Byggnaden ägs av Uppsala Akademiförvaltning. I husets gatuplan ligger sedan 1911 Fyrisbiografen, en av Sveriges äldsta biografer.
Sedan universitets administration under sommaren 2017 flyttat ut är det tänkt att Skandalhuset ska återgå till sin ursprungliga funktion, som bostadshus. Werket Arkitekter har under 2016/2017 gjort underlag för kalkyl på 51 lägenheter. Under 2020 har hyresgäster flyttat in i universitetsadministrationens gamla delar.[källa behövs]

## Bilder

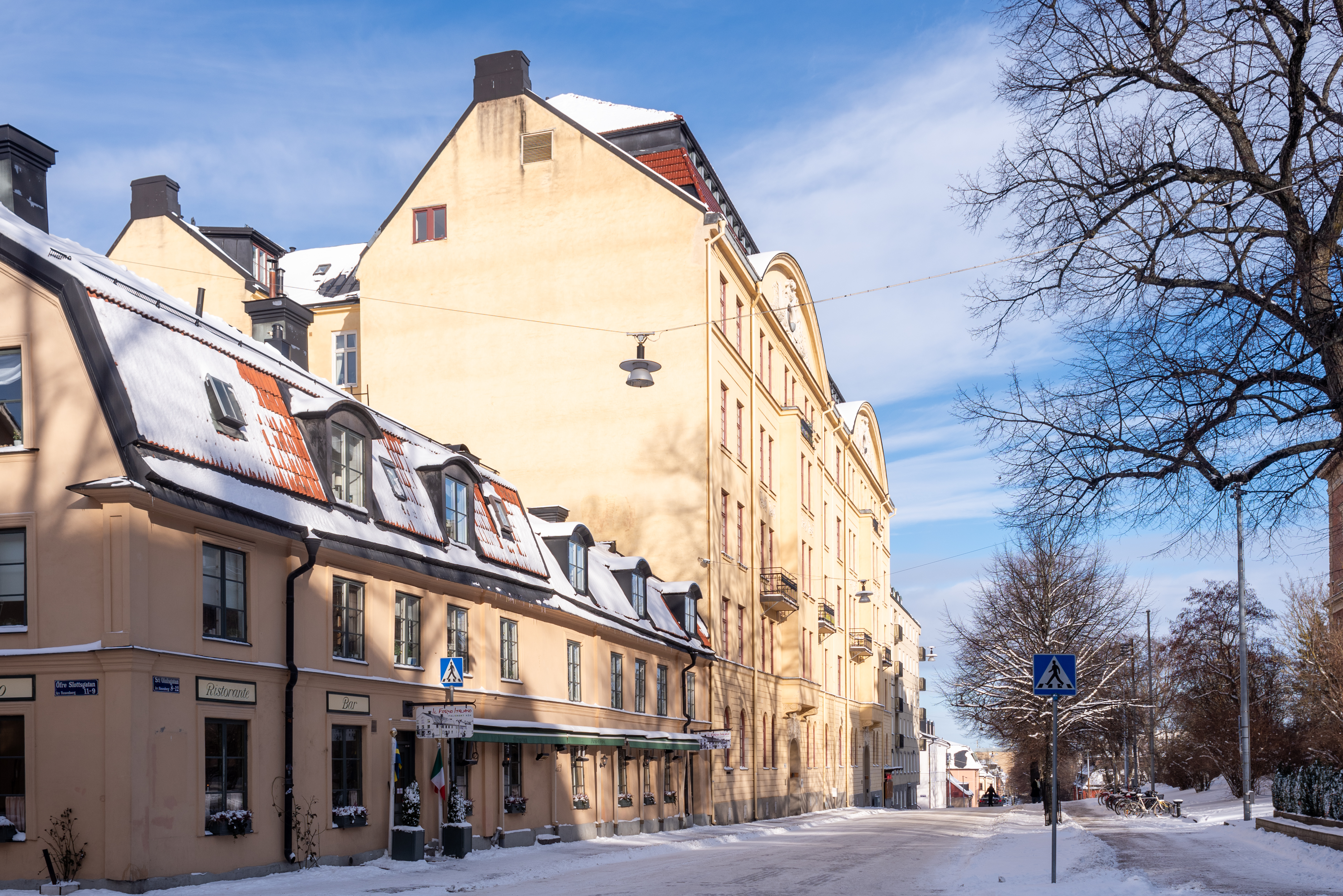
Huset sett från Sankt Olofsgatan.
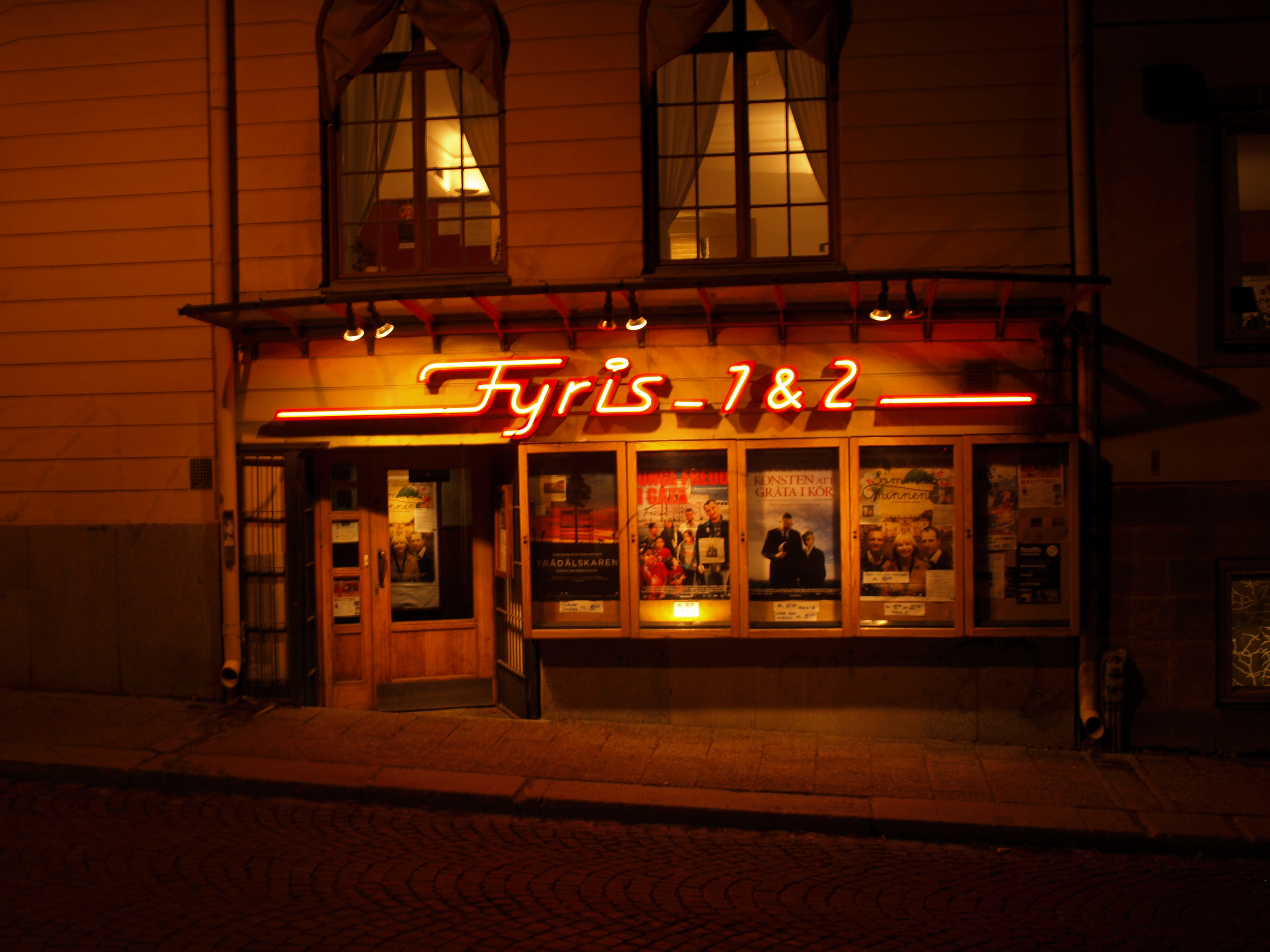
Fyrisbiografen i husets bottenvåning.
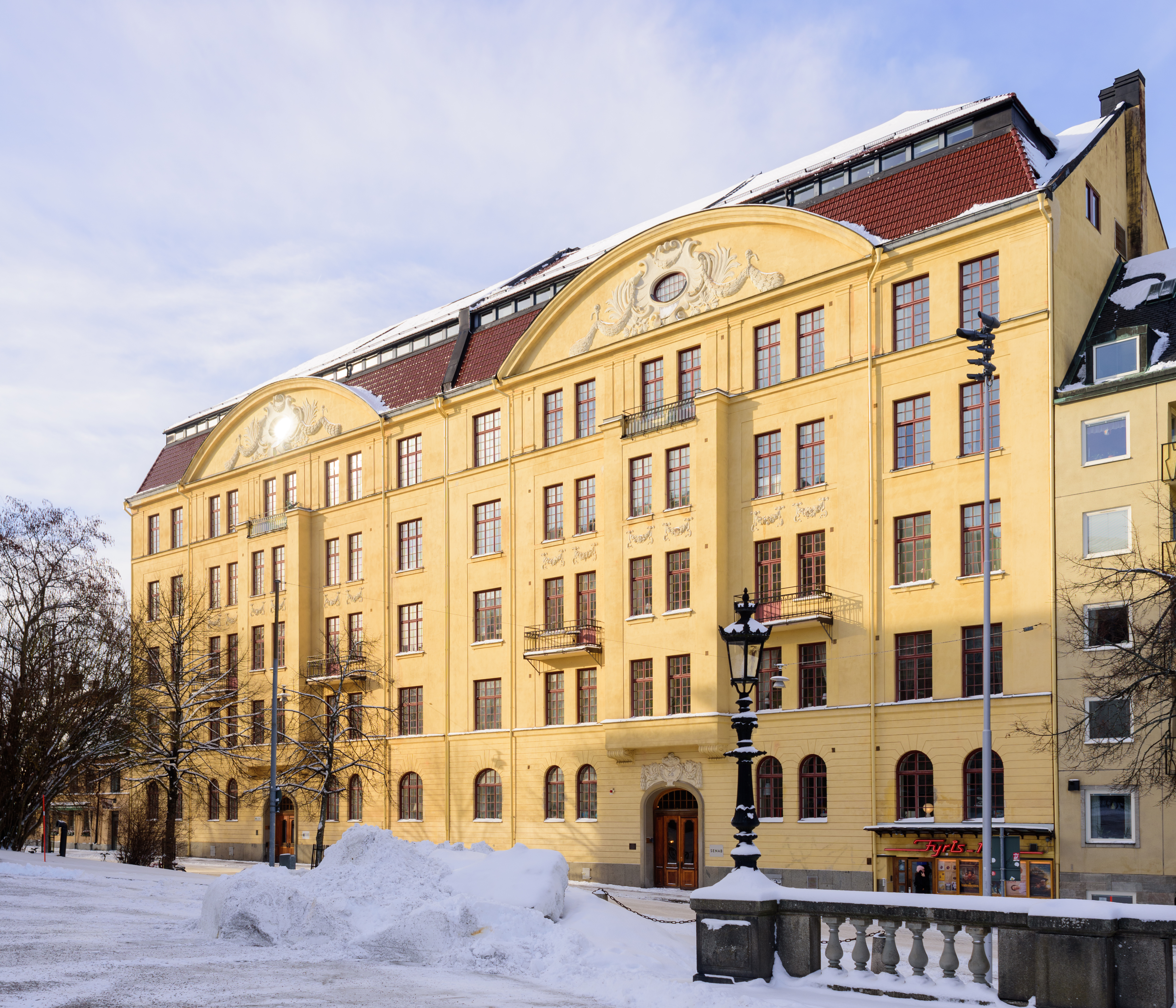
Skandalhusets fasad.